# 阿部博之 (工学者)
阿部 博之（あべ ひろゆき、1936年10月9日 - ）は、日本の工学者。東北大学名誉教授。専門は機械工学（材料力学、固体力学）。東北大学工学博士。
東北大学総長、日本機械学会会長、知的財産戦略会議座長、全米技術アカデミー外国人会員、日本工学アカデミー会長等を歴任した。

## 人物・経歴
1955年、宮城県仙台第二高等学校卒業。1959年、東北大学工学部機械工学科を卒業して日本電気へ入社。1967年、東北大学大学院工学研究科機械工学専攻博士課程修了。「薄肉および厚肉殻の弾性変形に関する理論的研究」で工学博士。同年、東北大学工学部講師となる。1968年、東北大学工学部助教授。1975年、ノースウェスタン大学客員研究員。1977年、東北大学工学部教授。1993年、東北大学工学部長・大学院工学研究科長。
1996年東北大学総長、日本機械学会会長。1998年文部省学術審議会委員。2001年経済産業省産業構造審議会委員、文部科学省科学技術・学術審議会会長、特許庁産業競争力と知的財産を考える研究会委員長。2002年東北大学名誉教授、知的財産戦略会議座長、全米技術アカデミー外国人会員。2003年総合科学技術会議議員、内閣官房知的財産戦略本部員。2007年科学技術振興機構顧問。2014年東北大学機械系同窓会会長。2016年日本工学アカデミー会長。2020年日本工学アカデミー名誉会長。

## 受賞・栄典
- 2000年 紫綬褒章
- 2012年 瑞宝大綬章[7]
- 日本機械学会などの専門学会から論文賞を多数受賞

## 著書
- 『機械工学のためのコンピュータの応用』（共著）森北出版 1975年
- 『材料力学 : コンピュータ時代の要請に応える』（玉手統と共著）森北出版 1978年
- 『弾性学』（関根英樹と共著）コロナ社 1983年